# 米通·曼朱纳特
米通·曼朱纳特（英語：Mithun Manjunath，1998年6月28日—），印度男子羽毛球運動員。

## 簡歷
2018年7月，米通·曼朱纳特出戰俄羅斯羽毛球公開賽，打進男子單打項目準決賽。

## 主要比賽成績
| 年份   | 賽事                           | 公開賽級別 | 項目     | 成績   |
| ------ | ------------------------------ | ---------- | -------- | ------ |
| 2017年 | 哈爾科夫羽毛球國際賽           | 國際挑戰賽 | 男子單打 | 準決賽 |
| 2017年 | 印度羽毛球國際挑戰賽           | 國際挑戰賽 | 男子單打 | 準決賽 |
| 2018年 | 俄羅斯羽毛球公開賽             | 超級100賽  | 男子單打 | 準決賽 |
| 2018年 | 越南羽毛球公開賽               | 超級100賽  | 男子單打 | 準決賽 |
| 2021年 | 印度羽毛球國際挑戰賽           | 國際挑戰賽 | 男子單打 | 準決賽 |
| 2022年 | 賽義德·莫迪羽毛球國際賽        | 超級300賽  | 男子單打 | 準決賽 |
| 2022年 | 奧爾良羽毛球大師賽             | 超級100賽  | 男子單打 | 亞軍   |
| 2022年 | 馬哈拉施特拉邦羽毛球國際挑戰賽 | 國際挑戰賽 | 男子單打 | 亞軍   |
| 2022年 | 印度羽毛球國際挑戰賽           | 國際挑戰賽 | 男子單打 | 亞軍   |
| 2022年 | 孟加拉羽毛球國際挑戰賽         | 國際挑戰賽 | 男子單打 | 冠軍   |
| 2023年 | 亞洲運動會羽毛球比賽           | 其他       | 男子團體 | 銀牌   |
| 2024年 | 恰蒂斯加爾邦羽毛球國際挑戰賽   | 國際挑戰賽 | 男子單打 | 冠軍   |
| 2025年 | 馬來西亞羽毛球國際挑戰賽       | 國際挑戰賽 | 男子單打 | 準決賽 |

| 2007-2017年 | 首要超級賽 | 超級賽 | 黃金大獎賽 | 大獎賽 | 國際挑戰賽 | 國際系列賽 | 未來系列賽 | 其他 |

| 2018-2026年 | 總決賽 | 超級1000賽 | 超級750賽 | 超級500賽 | 超級300賽 | 超級100賽 | 國際挑戰賽 | 國際系列賽 | 未來系列賽 | 其他 |